# Veronica sajanensis
Veronica sajanensis là một loài thực vật có hoa trong họ Mã đề. Loài này được Printz miêu tả khoa học đầu tiên.

## Hình ảnh

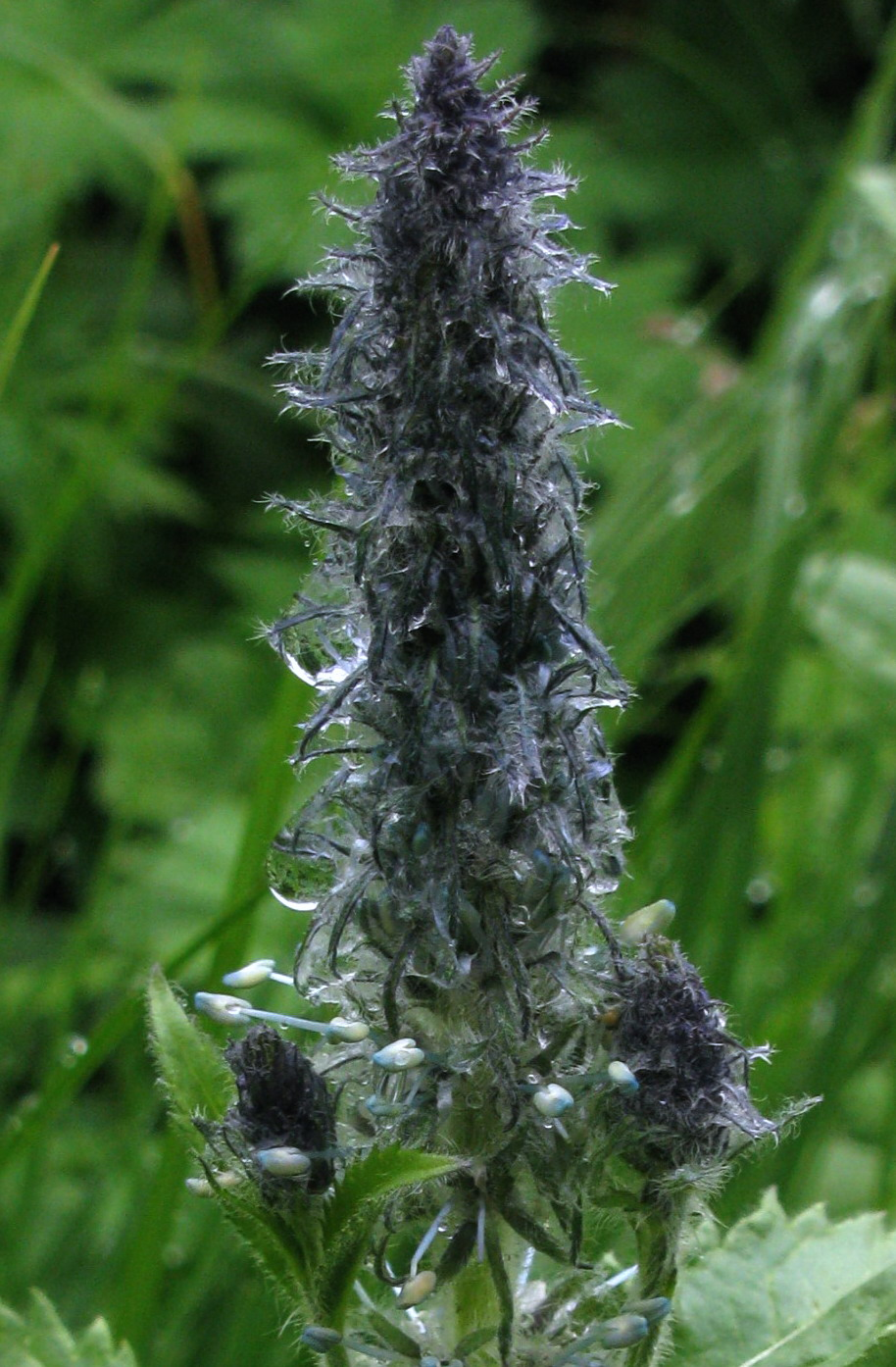